# Merlimont
Merlimont is een gemeente in het Franse departement Pas-de-Calais (regio Hauts-de-France) aan de Opaalkust. Dat is de kust van de regio Hauts-de-France aan Het Kanaal. Merlimont telde op 1 januari 2022 3.348 inwoners.

## Geschiedenis
Merlimont behoorde aanvankelijk tot de parochie van Cucq en scheidde zich na 1789 af als zelfstandige gemeente. De inwoners waren vooral vissers en kleine boeren. Vanaf 1901 werd de badplaats Merlimont-Plage ontwikkeld en daar werden villa's gebouwd. Geleidelijk verschoof de bezigheid van de inwoners van landbouw en visserij naar het toerisme.

## Geografie
De oppervlakte van Merlimont bedroeg op 1 januari 2022 21,49 vierkante kilometer; de bevolkingsdichtheid was toen 155,8 inwoners per km².
Merlimont bestaat uit twee aan elkaar vastgebouwde kernen en wel de stad Merlimont (Merlimont-Ville) en de badplaats Merlimont (Merlimont-Plage). Er is een breed duinmassief, dat als een van de mooiste in Frankrijk wordt beschouwd. Een deel van het duingebied is beschermd. Vroeger bestaande uit garennes is een deel begin 20e eeuw beplant met naaldbomen. Merlimont-Plage ligt aan Het Kanaal en maakt deel uit van de Opaalkust. Er is een breed zandstrand. De hoogte van Merlimont varieert van 0 meter tot 41 meter.

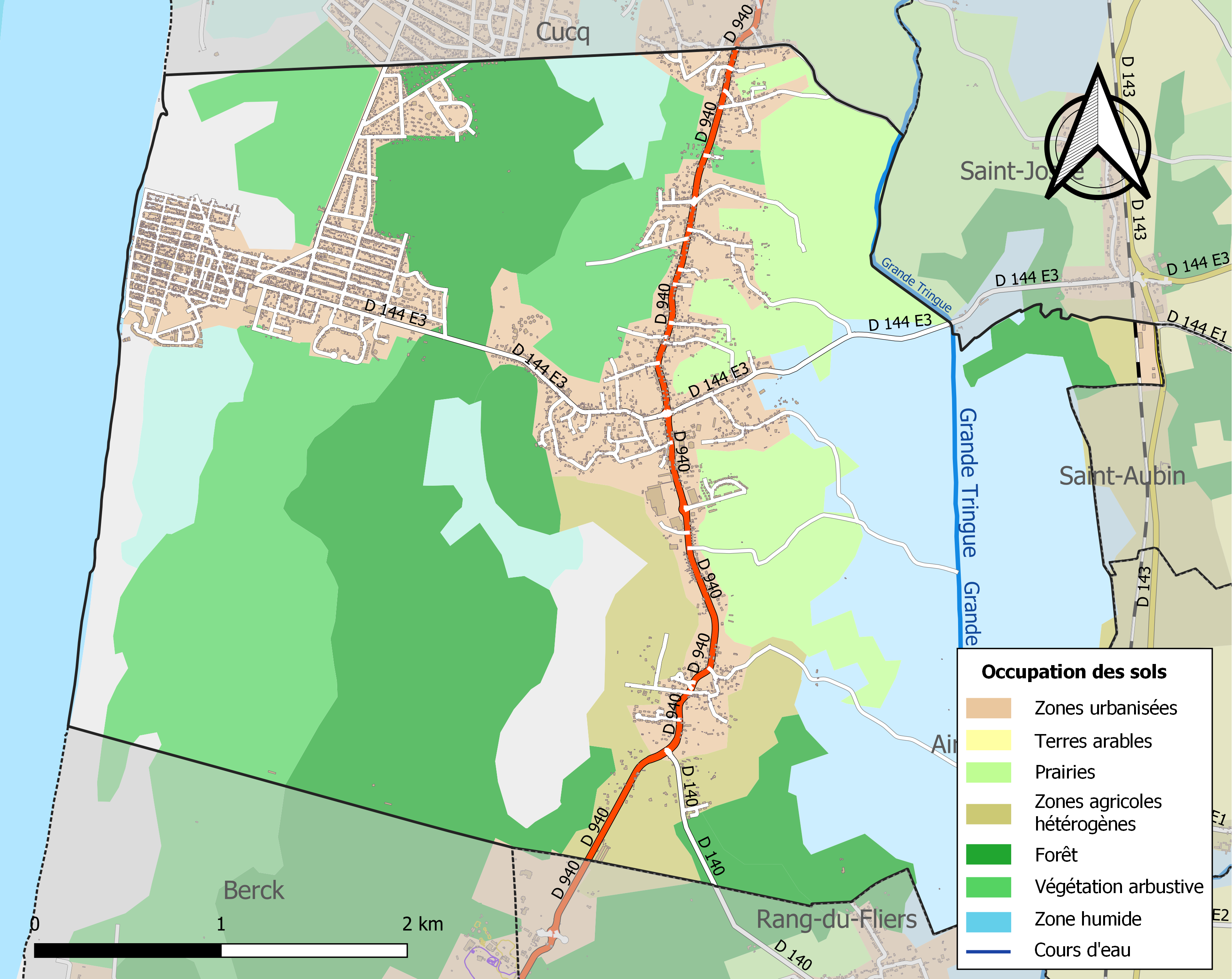
Kaart van de gemeente met belangrijkste infrastructuur, bodemgebruik en omliggende gemeenten

## Bezienswaardigheden
- De Sint-Nicolaaskerk (Église Saint-Nicolas) te Merlimont-Ville.
- De Onze-Lieve-Vrouw van de Engelenkerk (Église Notre-Dame-des-Anges) te Merlimont-Plage.

## Demografie
Onderstaande figuur toont het verloop van het inwonertal, bron: INSEE-tellingen. 

## Nabijgelegen kernen
Stella-Plage, Cucq, Saint-Josse, Saint-Aubin, Rang-du-Fliers, Berck

## Websites
- (fr)  Merlimont en Côte d'Opale
- (fr)  Statistische informatie op de website van INSEE